# Petr Kučírek
Petr Kučírek (* 22. července 1963 Brno) je bývalý český hokejový útočník.

## Hokejová kariéra
V československé lize hrál za TJ Zetor Brno. Odehrál 3 ligové sezóny, nastoupil ve 107 ligových utkáních, dal 22 ligových gólů a měl 16 asistencí. V nižších soutěžích hrál během povinné vojenské služby za Duklu Jihlava „B“ a dále za TJ Lokomotiva Ingstav Brno a HC Přerov. V zahraničí působil v rakouské nižší soutěži v týmu EC SV Spittal.

## Klubové statistiky
| Sezona    | Klub                       | Soutěž  | Základní část | Základní část | Základní část | Základní část | Základní část | Play off | Play off | Play off | Play off | Play off |
| Sezona    | Klub                       | Soutěž  | Z             | G             | A             | B             | TM            | Z        | G        | A        | B        | TM       |
| --------- | -------------------------- | ------- | ------------- | ------------- | ------------- | ------------- | ------------- | -------- | -------- | -------- | -------- | -------- |
| 1981/1982 | TJ Lokomotiva Ingstav Brno | 2. liga | 19            | 4             | 2             | 6             | 4             | -        | -        | -        | -        | -        |
| 1982/1983 | TJ Lokomotiva Ingstav Brno | 2. liga | 40            | 13            | 12            | 25            | 4             | -        | -        | -        | -        | -        |
| 1983/1984 | TJ Zetor Brno              | 1. liga | 42            | 9             | 11            | 20            | 10            | -        | -        | -        | -        | -        |
| 1984/1985 | TJ Zetor Brno              | 1. liga | 40            | 12            | 4             | 16            | 8             | -        | -        | -        | -        | -        |
| 1985/1986 | TJ Zetor Brno              | 1. liga | 25            | 1             | 1             | 2             | -             | -        | -        | -        | -        | -        |
| 1986/1987 | Dukla Jihlava „B“          | 2. liga | -             | 2             | -             | -             | -             | -        | -        | -        | -        | -        |
| 1987/1988 | TJ Lokomotiva Ingstav Brno | 2. liga | -             | 16            | -             | -             | -             | -        | -        | -        | -        | -        |
| 1988/1989 | TJ Lokomotiva Ingstav Brno | 2. liga | -             | -             | -             | -             | -             | -        | -        | -        | -        | -        |
| 1989/1990 | TJ Lokomotiva Ingstav Brno | 2. liga | 37            | 15            | -             | -             | -             | 3        | 1        | -        | -        | -        |
| 1990/1991 | HC Boby Sport Brno         | 2. liga | -             | -             | -             | -             | -             | -        | -        | -        | -        | -        |
| 1991/1992 | HC Boby Sport Brno         | 2. liga | -             | -             | -             | -             | -             | -        | -        | -        | -        | -        |
| 1992/1993 | HC Brno                    | 2. liga | -             | -             | -             | -             | -             | -        | -        | -        | -        | -        |
| 1993/1994 | HC Brno/HC Přerov          | 2. liga | -             | -             | -             | -             | -             | -        | -        | -        | -        | -        |